# M3 (srednji tank)
Srednji tank M3 je bil ameriški tank druge svetovne vojne. Britanci so ga klicali »General Lee«, po generalu Robertu E. Leeju. Modificirani tank, narejen za Britance, pa je bil poimenovan »General Grant«, po generalu Ulyssesu S. Grantu.

## Zgodovina
ZDA so pozorno spremljale doktrino in taktiko nemških tankovskih enot. Spoznale so, da mora naslednja generacija tankov imeti vsaj top 75 mm. Tukaj se je pojavil problem, saj so že izdelovali novo generacijo s topovi 37 mm. Zato so vzeli že obstoječi model in ga prilagodili za top 75 mm. Ker srednji tank M2 (tank ni bil nikoli v aktivni uporabi) ni mogel nositi topa 75 mm, so ga kar vgradili v lupino tanka. Tank je obdržal dosedanjo oborožitev, tudi top 37 mm, nov top pa je bil fiksno postavljen na desno prednjo stran.
Tanke so serijsko proizvajali v tovarni, ki je predhodno izdelovala tanke M2. Ravno ob začetku serijske proizvodnje, so Britanci v ZDA iskali zamenjavo za tanke, uničene v Franciji. Odločili so se za nabavo nekoliko modificiranega M3.
Tank je bil prvič uporabljen maja 1942 na severnoafriškem bojišču.

## Verzije

### Ameriške verzije
- M3 (Lee I/Grant I)
  - Narejenih je bilo 4724 tankov.
- M3A1 (Lee II)
  - Brez vrhnje kupole. Narejenih je bilo 300 tankov.
- M3A2 (Lee III)
  - Welded hull. Only 12 vehicles produced.
- M3A3 (Lee IV/Lee V)
  - Varjena šasija, stranska vrata odstranjena. Narejenih je bilo 322 tankov.
- M3A4 (Lee VI)
  - Tank z novim motorom Chrysler A-57. Narejenih je bilo 109 tankov.
- M3A5 (Grant II)
  - Tank z motorom GM 6-71 diesel. Čeprav je bil narejen na šasiji tanka Lee in ne na Grantovi, je bil poimenovan Grant II. Narejenih je bilo 591 tankov.
- M31 izvlečno vozilo (Grant ARV I)
  - Narejen je bil na šasiji tanka M3 in je imel nepravo kupolo in nepravi top 75mm.
- M31B1 izvlečno vozilo
  - Narejen na šasiji tanka M3A3.
- M31B2 izvlečno vozilo
  - Narejen na šasiji tanka M3A5.
- M33 vlečno vozilo
  - M31 TRV je bil modiziran v artilerijsko vlečno vozilo. Moderiziranih v to verzijo je bilo 109 tankov v letih od 1943 do 1944.
- 105 mm Howitzer Motor Carriage M7 (Priest)
  - Tank z vgrajenim topom 105 mm M1/M2.
- 155 mm Gun Motor Carriage M12
  - Vgrajen top 155 mm na šasiji tanka M3.

### Britanske verzije
- Grant ARV
  - Tanki Grant I in Grant II z odstranjenimi topovi, ter opremljeni z opremo za izvlečno vozilo.
- Grant Command
  - Grant opremljen z radio opremo.
- Grant Scorpion III
  - Grant tank, ki je bil opremljen za uničevanje minskih polj.
- Grant Scorpion IV
  - Grant Scorpion III z dodatnim motorom, ki je povečal moč čistilca min.
- Grant CDL
  - CDL-"Canal Defence Light". Tank Grant z odstranjenim topom 37 mm in z nameščenim močnim reflektorjem.

### Avstralske verzije
- M3 BARV
  - Eden tank M3A5 Grant je bil moderiziran v obalno izvlečno vozilo.
- Yeramba Self Propelled Gun
  - Tank s topom 87,6 mm. Leta 1949 jih je bilo izdelanih 13.

## Države uporabnice
- ZDA
- Združeno kraljestvo
- Avstralija
- Brazilija
- Kanada
- Sovjetska zveza
- Nova Zelandija